# جون روت (مهندس معماري)
جون روت (بالإنجليزية: John Wellborn Root)‏ (و. 1850 – 1891 م) هو مهندس معماري أمريكي، ولد في جورجيا، توفي في شيكاغو، عن عمر يناهز 41 عاماً، بسبب ذات الرئة.

## جوائز
حصل على جوائز منها:

جائزة منظمة أيه أي أيه للعمارة

## روابط خارجية
- جون روت على موقع الموسوعة البريطانية (الإنجليزية)